# Collège militaire de la nation
Le Collège militaire de la nation (Colegio Militar de la Nación) est une institution militaire argentine, créée en 1869 par le président Domingo Faustino Sarmiento, pendant la guerre de la Triple-Alliance contre le Paraguay (1865-1870) dans l'intention de professionnaliser l'éducation militaire des officiers, qui se faisait auparavant sur les champs de bataille. À partir de la conscription, instaurée en 1901, le Collège militaire commença à former tous les officiers de l'armée de terre. 

## Histoire du Collège
L'édifice actuel, bâti en 1937, est situé à El Palomar (province de Buenos Aires), à 50 km de la capitale, à l'emplacement où fut livrée la bataille de Caseros contre le général Juan Manuel de Rosas. Au départ, le Collège se situait dans la capitale, aux Bosques de Palermo (parc du 3 février), puis, après 1892, à San Martín.
À partir du coup d'État de 1931 du général Agustín Pedro Justo, formé au Collège militaire, nombre des militaires ayant pris le pouvoir par des putschs puis instauré des régimes dictatoriaux ont transité par cette institution, dont le général Pedro Eugenio Aramburu (chef de la junte de la « Révolution libératrice » de 1955 à 1958), ou Videla et Galtieri, dirigeants de la junte lors de la dictature de 1976-1983. Le caudillo Juan Perón y fait également ses classes de 1910 à 1916.

## Le Collège aujourd'hui: une institution universitaire
Après la transition démocratique initiée en 1983, l'armée créa, en 1990, sous le gouvernement ménémiste, l'Institut d'éducation supérieure de l'armée de terre (IESE), transformant le Collège militaire en institut universitaire: il devient alors la première académie militaire latino-américaine à rejoindre le système universitaire. C'est aussi en 1990 que le corps de commandement s'est ouvert aux femmes, qui restent toutefois exclues de la cavalerie et de l'infanterie . Elles représentent aujourd'hui environ 12 % des cadets suivant une formation au Collège. 
L'influence et la continuité de la vision partagée par les militaires lors de la dictature demeurent toutefois forte au sein du Collège militaire, où les livres publiés par le Círculo Militar du général à la retraite Ramón Díaz Bessone, ex-commandant du IIe Corps d'Armée et ministre de la junte, demeurent une référence incontournable sur les années 1970-80, en particulier depuis 1995, date des aveux du capitaine Adolfo Scilingo sur les « vols de la mort » ainsi que du commandant en chef des forces armées de l'époque, Martín Balza (es), qui reconnaissait la répression illégale et massive organisée par la junte dans le cadre de la « guerre sale ». Dès 1990, la Promotion no 82 de l'école inaugurait un buste du colonel Argentino del Valle Larrabure (es), enlevé puis exécuté par l'ERP en 1974, enfin d'en faire « l'équivalent des victimes civiles de la dictature militaire ».
Après quatre ans au Collège, le cadet devient sous-lieutenant, grade d'officier le plus bas au sein de l'armée de terre.